# 短足针肢蟹
短足针肢蟹（学名：Bresedium brevipes）为方蟹科针肢蟹属的动物。分布于澳大利亚、印度以及中国大陆的广东等地，生活环境为海水，主要生活于沿海咸淡水及淡水区。